# Дом Горина
Дом П. Н. Горина — жилой дом конца XIX в. в Самаре. Является памятником архитектуры регионального значения.

## Описание
Территория объекта культурного наследия располагается в границах домовладения № 108 литера А по ул. Молодогвардейской.
Здание кирпичное, оштукатуренное и окрашенное, с вальмовой кровлей, прямоугольное в плане; главным фасадом выходит на красную линию ул. Молодогвардейской.
Архитектурное решение здания выполнено в традициях позднего классицизма.

## История
По архивным данным на дворовом месте по ул. Соборная в 65 квартале в 1898 году располагался двухэтажный каменный дом на 30 кв. саж. по улице, во дворе — деревянный дом (флигель) на 18. кв. саж., службы, каменная баня на 5 кв. саж. Размеры участка составляли 10 на 30 саж.

## Архитектура
Главный (восточный) фасад имеет симметричную 5-осевую фронтальную композицию. Углы здания фланкированы плоскими пилястрами. Оконные проемы первого этажа прямоугольной формы. Оконные проемы второго этажа с луковой перемычкой, обрамлены тянутыми профилированными наличниками, сандрик с полукруглой бровкой, под которой размещена декоративная розетка. Подоконное пространство, отделённое тянутым узким карнизом, заполнено прямоугольными нишами-ширинками. Венчает здание карниз с выносными кронштейнами, расположенными на фризе, и чередующимися с накладными декоративными розетками. Со стороны бокового (северного) фасада расположен объём деревянных сеней с входом на второй этаж. Дворовые фасады подвергались многочисленным перестройкам.
По приказу МКСО от 29.07.09 г. № 13 Дом Горина П. Н. является памятником истории и культуры конца XIX в.

## В настоящее время
В 2018 году в «Доме П. Н. Горина», являющемся объектом культурного наследия, расположенном по адресу: г. Самара, ул. Молодогвардейская, д. 108 литера А, проведен ремонт фасада.